# Лаюк Мирослав Миколайович
Мирослав Миколайович Лаюк (*31 липня 1990, с. Смодна) — український письменник.

## Біографія та творчість
Народився 31 липня 1990 року в селі Смодна Косівського району Івано-Франківської області. Закінчив Національний університет «Києво-Могилянська академія». У 2018 році став PhD в галузі філософії та літератури, а також кандидатом філологічних наук та викладачем кафедри літературознавства НаУКМА. 
Вів авторські радіопрограми на Old Fashioned Radio — «ЧИТвер» та «Слова», з 2019 року став співведучим програми "Час поезії" на "UA: Суспільне".
У 2018 році ввійшов до списку 30 under 30 від видання “Kyiv Post” як один з 30 українців, які мають видатні досягнення у найрізноманітніших сферах діяльності, а в 2019-му видання «Cosmopolitan» назвало його одним з 5 молодих українців, «за якими варто стежити наступні 20 років».
Твори було перекладено й опубліковано 11 мовами, серед яких англійською в британських журналах "New Statement", "Agenda", австрійському "Podium", чеських "Plav", "Aluze" тощо. Учасник поетичних фестивалів та літературних подій у Південній Африці, Австрії, Хорватії, Чехії, Литві, Польщі тощо.
Упорядник «Антології молодої української поезії ІІІ тисячоліття» (А-ба-ба-га-ла-ма-га, 2018). Пісні на слова Мирослава виконують групи Dakh Daughters та Oy Sound System.
Роман «Баборня» Мирослава Лаюка увійшов до короткого списку «Книги року ВВС», а поетичні книжки «Метрофобія» і «Осоте» були названі найкращими поетичними книжками 2013 і 2015 років за версією порталу "Літакцент".
Живе в Києві.

## Нагороди
Гран-прі «Молодої Республіки Поетів» (2011), Перша премія конкурсу видавництва «Смолоскип» (2012), Міжнародна премія імені Олеся Гончара (2012), Премії літературного конкурсу «Коронація слова» в номінації «П'єси» (2012, 2013), Премія журналу «Новая Юность» (2012), ЛітАкцент року (2013, 2015), Премія Фундації Ковалевих (2015), Короткий список премії «Книга року Бі-Бі-Сі» 2016, Фінал премії «Еспресо Вибір читачів» 2017.

## Книги
- Осоте! : [поезія]. — К. : Смолоскип, 2013. — 224 с.
- Метрофобія: [поезія]. — Львів : Видавництво Старого Лева, 2015. — 176 с.
- Баборня: [роман]. — Львів : Видавництво Старого Лева, 2016. — 304 с.
- Світ не створений: [роман]. — Львів : Видавництво Старого Лева, 2018. — 288 с.
- Троянда [поезія]. — Львів : Видавництво Старого Лева, 2019. — 96 с.
- Заврик і його молодший брат. — Львів : Видавництво Старого Лева, 2019. — 36 с.
- Залізна вода: [роман]. — Львів : Видавництво Старого Лева, 2021. — 264 с.

Прозові твори Мирослава входили до антологій «Невимушені», «10 історій для хлопців», «Гопак», «19 різдвяних історії» тощо.

## Громадянська позиція
У червні 2018 підтримав відкритий лист діячів культури, політиків і правозахисників із закликом до світових лідерів виступити на захист ув'язненого в Росії українського режисера Олега Сенцова та інших політв'язнів.